# 游閔吉
游閔吉（1984年3月14日—），臺灣政治人物，生於宜蘭縣冬山鄉南興村，民主進步黨黨籍，現任宜蘭縣冬山鄉鄉民代表。淡江大學畢業，現任第21屆冬山鄉鄉民代表。

## 從政經過
長年追隨游振亮、游祥德、黃正源、吳季陵等民主前輩，從事民主運動與關心公共議題。2014年因深受318太陽花學運影響，投入鄉民代表選舉，以85票之差惜敗。在黨內前輩、同志鼓勵下，繼續服務鄉親，興辦免費法律諮詢。
經過近四年期間的深耕基層，期間擔任冬山小英之友會總幹事與2016冬山後援會副總幹事；2018宜蘭縣長選舉期間，在游祥德指揮下，負責操辦全鄉24場座談會。在鄉親朋友以及民進黨冬山班的肯定支持，成功整合並獲得冬山大家族游氏家族的投入，2018年以高票當選該區代表。
當選後，針對冬山民眾與華德福家長搭乘公車班次權益，主動向當地鄉長、議員反應，並商請陳歐珀立委召集客運業者召開協調會，針對上下班班次部份允以增加

。
2020年10月18日，在既有的每週二法律諮詢時間，首次加入性別友善專區，為性別平等運動做實質性表述。

## 外部連結
- 游閔吉FB粉絲專頁